# 大光事件
大光事件（だいこうじけん）とは2009年2月に発覚した事件。大分市のコンサルタント会社「大光」社長が「キヤノン側の窓口」と称して大手精密機器メーカー・キヤノン発注の工場用地造成工事を斡旋した見返りとして受注業者から多額の裏金を受け取った他、大光グループ会社の所得隠しのために架空計上を行い、約10億円余りを脱税した。

## 概要
2001年頃から大光社長はキヤノン会長であり経団連会長でもある御手洗富士夫との交友関係を利用し、キヤノンの発注工事につき施工業者を斡旋する見返りに受注業者から斡旋手数料を得るようになった。
2004年11月には大光社長が大分県警OBの仲介で大阪市のコンサルタント会社社長に対し、脱税に協力させる見返りに裏金の10％を報酬として受け渡すことを約束した。その後、キヤノングループにおける工場用地造成建設工事等について口利きで介入し、口利きの一環として鹿島建設から現金や商品券など約8億8000万円を裏金として受領した。また、鹿島建設が受注した下請業者のうち、電気設備工事業の九電工から別の会社を介し約2億5000万円、造園業者の内山緑地建設から約5億8000万円を裏金として受領した。さらに2004年から2006年までの2年間に正規のコンサルタント料などを加え大光グループから35億円超の法人所得を得たが、所得隠しのために虚偽の契約書類を作成するなどして架空経費を計上し、約10億6800万円を脱税した。
2007年12月に大光グループが鹿島建設からの裏金を税務申告していなかったことが毎日新聞により報じられ、2009年には東京地検特捜部が大光グループによる悪質な所得隠しと見て法人税法違反（脱税）容疑で捜査を開始した結果、法人税約10億円の脱税として刑事事件に発展。
東京地検特捜部は一連の捜査で大光社長ら、元大分県議会議長、元大分県警OBなど13人を逮捕した。大光社長とコンサルタント会社社長の計2人が法人税法違反で起訴され、残り11人は関与が薄いとして起訴猶予となった。

## 裁判

### 大光社長の裁判
2009年7月17日、東京地裁（朝山芳史裁判長）で初公判が開かれ、起訴事実を認めた。冒頭陳述で検察側は、社長が口利きに関与した工事の一覧を読み上げた上で「大光社長はキヤノン幹部と親しく、工事の受注業者選定に多大な影響力を持っていたことを利用し、業者に工事をあっせんしていた」と指摘。コンサルタント会社社長と共謀して脱税の見返りに報酬を受け取るシステムを構築したと述べた。
2010年6月4日、論告求刑公判が開かれ、検察側は「大規模、組織的な脱税で悪質」として、懲役3年6月を求刑した。弁護側は「脱税は短期間で、修正申告し全額を納付している」として執行猶予付きの懲役刑が妥当と主張し、結審した。
2010年6月29日、東京地裁（鹿野伸二裁判長）で判決公判が開かれ「主犯者であり、刑事責任は重い」として懲役2年4月の実刑判決を言い渡した。社長は判決を不服として即日控訴した。
2011年1月26日、東京高裁（矢村宏裁判長）は「脱税額は多額で、虚偽の契約書類を作成して体裁を整えるなど巧妙で悪質。刑の執行を猶予すべき事案であるとはいえない」として一審・東京地裁の判決を支持、控訴を棄却した。

### コンサルタント会社社長の裁判
2010年4月12日、東京地裁（朝山芳史裁判長、鹿野伸二裁判長代読）で判決公判が開かれ「他の加担者を誘い込むなど積極的で、脱税協力者の中でも、とりわけ責任が重い」として懲役1年4月、罰金1億円（求刑：懲役2年、罰金3億円）の実刑判決を言い渡した。

### 大光グループ3社の裁判
2010年3月29日、東京地裁（朝山芳史裁判長）は「手数料収入を除外するなどした脱税の態様は計画的で悪質」として3社に以下の判決を言い渡した。
- コンサルタント会社「大光」- 罰金1億6000万円（求刑：罰金2億円、法人税法違反）[23]
- 建築会社「ライトブラック」- 罰金8000万円（求刑：罰金1億円、法人税法違反）[23]
- 内装会社「匠」- 罰金1000万円（求刑：罰金1500万円、法人税法違反）[23]